# Schloss Balthasar

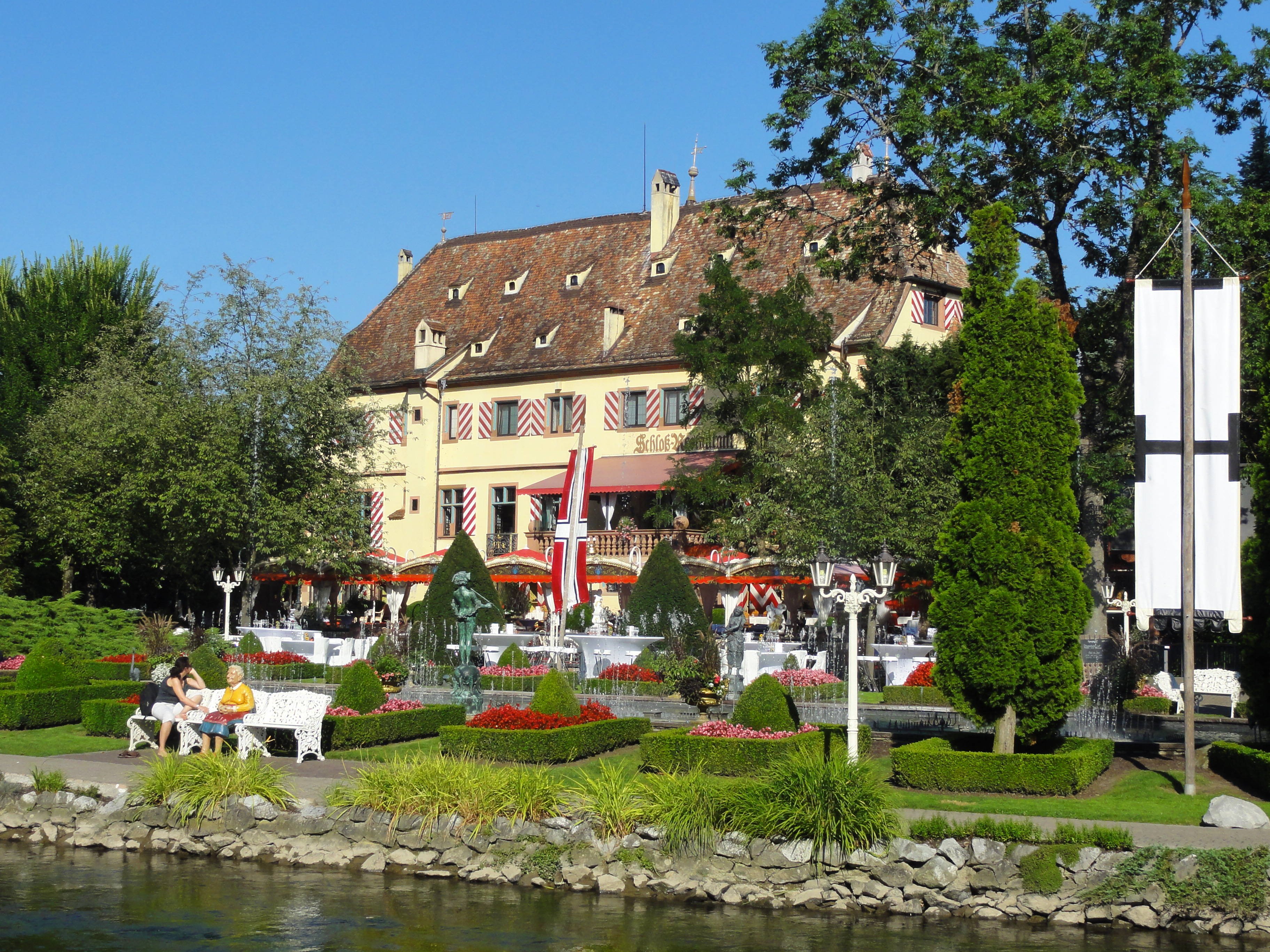
Schloss Balthasar im heutigen Europa-Park in Rust

Das Schloss Balthasar, auch Balthasarburg oder Wasserschloss Rust genannt, ist ein ehemaliges Wasserschloss in der Gemeinde Rust in Baden-Württemberg. Das denkmalgeschützte Gebäude liegt im Freizeitpark Europa-Park, der sich heute hauptsächlich auf der ehemaligen Parkanlage des Schlosses befindet.

## Geschichte

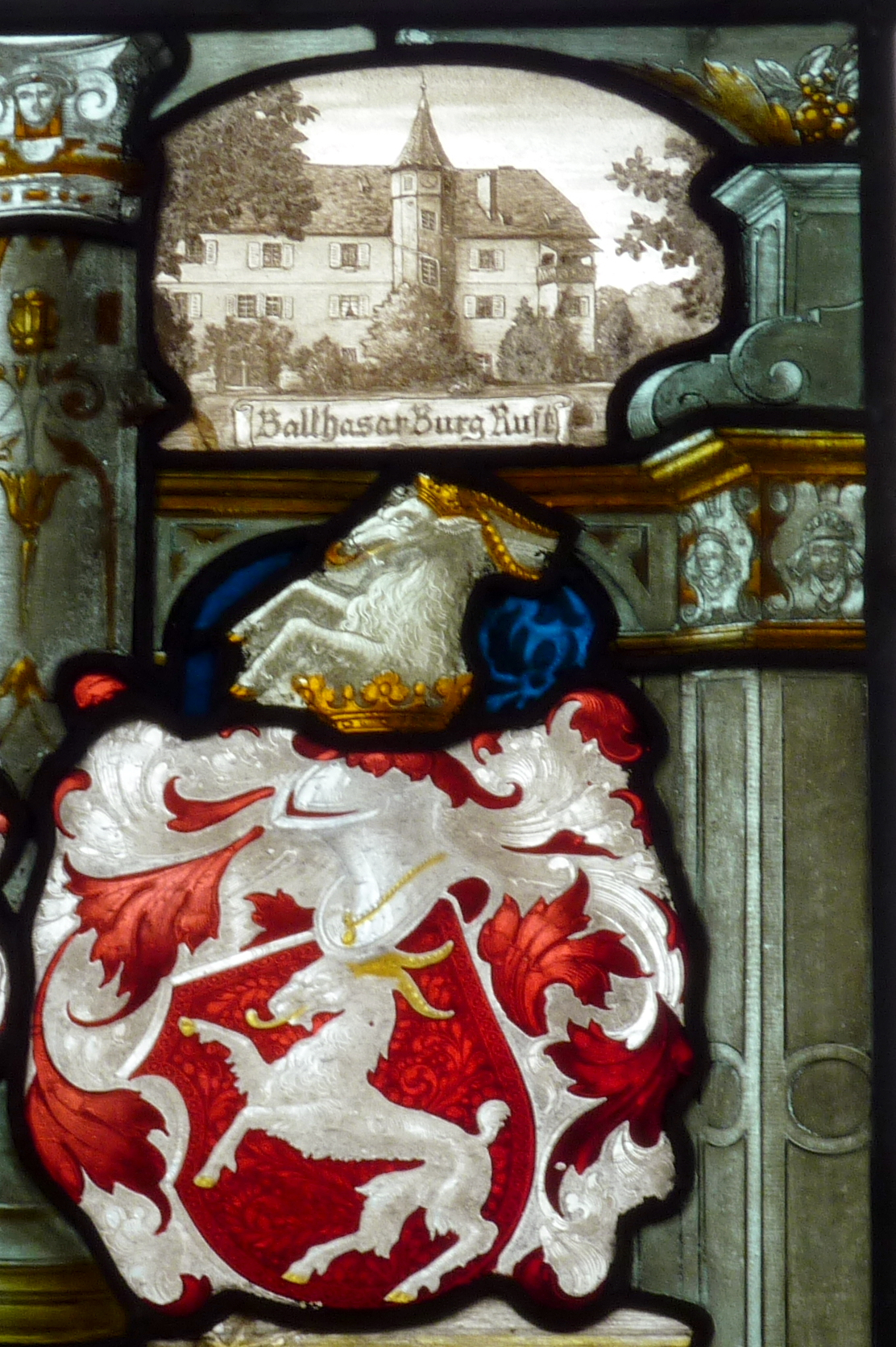
Darstellung der Balthasarburg auf einem Bleiglasfenster der ehemaligen Klosterkirche von Kloster Zella

Das Schloss befand sich ab 1442 im Besitz der Adelsfamilie Boecklin zu Boecklinsau, einem der ältesten Straßburger Adelsgeschlechter. Zum Namen Balthasarburg kam es um das Jahr 1500 durch die Begründer eines Stammgutvertrags. Um 1575 wurde das Schloss in die heutige Form umgebaut.
In den 1970er Jahren kaufte die Familie Mack der Gemeinde den großen Schlosspark ab, um dort einen Freizeitpark einzurichten, der als Ausstellungsgelände für die Fahrgeschäfte der familieneigenen Firma, heute Mack Rides, dienen sollte. Der Freizeitpark wurde am 12. Juli 1975 als Europa-Park eröffnet. 1977 erwarb die Familie Mack auch das Schloss, nachdem mit dem ehemaligen Besitzer geregelt worden war, dass auf dem Gelände unmittelbar vor dem Schloss ein Freizeitparkbetrieb ausgeschlossen sein würde. Die Familie Mack renovierte und baute das Schloss 1979 und 1980 um, bevor es wiedereröffnet und in den Freizeitpark integriert wurde. Seitdem wird dort das sogenannte Schlossrestaurant betrieben, in neuerer Zeit werden im Schloss auch Abendevents wie das Badische Rittermahl abgehalten.

## Anlage
Die heutige Anlage besteht aus einem rechteckigen, dreigeschossigen Renaissancegebäude mit einem Krüppelwalmdach, auf dessen Ostseite sich ein achteckiger Turm befindet. Zum Schloss gehören auch zwei Erker. Rund um das Gebäude befindet sich der sogenannte Schlosspark, der vom Europa-Park angelegt wurde. Früher gehörten zum Schloss ein Wassergraben, der vom nahe gelegenen Junkerbach gespeist wurde, und wahrscheinlich mehrere Gehöfte.